# Lijst van munteenheden in Oceanië
Dit is de lijst van de valuta's die in omloop zijn in de Oceanië. Sommige landen gebruiken twee munteenheden.
| Munteenheid               | ISO 4217 code | Land                                    | Voorgaande munt                | Jaar |
| ------------------------- | ------------- | --------------------------------------- | ------------------------------ | ---- |
| Amerikaanse dollar        | USD           | Amerikaans-Samoa                        |                                |      |
| Amerikaanse dollar        | USD           | Amerikaanse Kleinere Afgelegen Eilanden |                                |      |
| Amerikaanse dollar        | USD           | Guam                                    | Oceanische pond                | 1945 |
| Amerikaanse dollar        | USD           | Hawaï                                   | Hawaïaanse dollar              | 1898 |
| Amerikaanse dollar        | USD           | Marshalleilanden                        | Oceanische pond                | 1945 |
| Amerikaanse dollar        | USD           | Micronesië                              | Oceanische pond                | 1945 |
| Amerikaanse dollar        | USD           | Noordelijke Marianen                    | Oceanische pond                | 1945 |
| Amerikaanse dollar        | USD           | Palau                                   | Oceanische pond                | 1945 |
| Australische dollar       | AUD           | Australië                               | Australische pond              | 1966 |
| Australische dollar       | AUD           | Kiribati                                | Australische pond              | 1966 |
| Australische dollar       | AUD           | Norfolk                                 | Australische pond              | 1966 |
| Australische dollar       | AUD           | Nauru                                   | Australische pond              | 1966 |
| Australische dollar       | AUD           | Tuvalu                                  | Australische pond              | 1966 |
| CFP-frank                 | XPF           | Frans-Polynesië                         | Franse frank                   | 1945 |
| CFP-frank                 | XPF           | Nieuw-Caledonië                         | Franse frank                   | 1945 |
| CFP-frank                 | XPF           | Wallis en Futuna                        | Franse frank                   | 1945 |
| Chileense peso            | CLP           | Paaseiland                              | Spaanse escudo                 | 1851 |
| Cookeilandse dollar       | NZD           | Cookeilanden                            | Nieuw-Zeelandse dollar         | 1972 |
| Fijische dollar           | FJD           | Fiji                                    | Fijische pond                  | 1969 |
| Indonesische roepia       | IDR           | Westelijk Nieuw-Guinea                  | Westelijk Nieuw-Guinese roepia | 1973 |
| Nieuw-Zeelandse dollar    | NZD           | Nieuw-Zeeland                           | Nieuw-Zeelandse pond           | 1967 |
| Nieuw-Zeelandse dollar    | NZD           | Niue                                    | Nieuw-Zeelandse pond           | 1967 |
| Nieuw-Zeelandse dollar    | NZD           | Pitcairneilanden                        | Nieuw-Zeelandse pond           | 1967 |
| Nieuw-Zeelandse dollar    | NZD           | Tokelau                                 | Nieuw-Zeelandse pond           | 1967 |
| Papoea-Nieuw-Guinese kina | PGK           | Papoea-Nieuw-Guinea                     | Australische dollar            | 1975 |
| Salomon-dollar            | SBD           | Salomonseilanden                        | Australische dollar            | 1975 |
| Samoaanse tala            | SWT           | Samoa                                   | West-Samoaanse pond            | 1967 |
| Tongaanse pa'anga         | TOP           | Tonga                                   | Tongaanse pond                 | 1967 |
| Vanuatuaanse vatu         | VUV           | Vanuatu                                 | Nieuwe Hebridische frank       | 1981 |